# Étienne Donna
Étienne Donna, né le 5 avril 1767 à Vienne (Isère), mort le 26 mai 1845 à Carignan (Gironde), est un général français de la Révolution et de l’Empire.

## États de service
Il entre en service le 24 octobre 1784, dans le régiment de Forez, et il obtient son congé le 22 juin 1787. 
Il reprend du service le 4 juin 1793, comme capitaine au 4e bataillon des côtes maritimes, amalgamé dans la 4e demi-brigade devenue 4e régiment d’infanterie de ligne. Il fait les campagnes de 1793 à l’an III, à l’armée des Pyrénées orientales, il s’y conduit avec bravoure et il est blessé le 7 juin 1795 d’un coup de feu à la cuisse droite près de Figuières.
De l’an IV à l’an V, il sert à l’armée d’Italie, et il se fait remarquer par son courage le 16 avril 1796, à la prise du camp retranché de Ceva, où il monte un des premiers à l’assaut des redoutes et il fait 8 prisonniers piémontais. À Chiusa, il entre de vive force dans un retranchement à côté du fort, et il s’empare d’une pièce de canon, qu’il fait tourner contre les fortifications ennemies, forçant les Autrichiens à mettre bas les armes. Le 30 mai 1796, au combat de Borghetto, il fait des prodiges de valeur, et il est blessé de deux coups de sabre au bras et à l’épaule droite, ainsi que le 7 août 1796, où il est blessé d’un coup de feu à la tête lors de la prise de Vérone.
De l’an VI à l’an IX, il est employé successivement aux armées d’Angleterre, de Batavie et du Rhin, puis de l’an XII à l’an XIII, au camp de Saint-Omer. Il est fait chevalier de la Légion d’honneur le 12 novembre 1803, et il est nommé chef de bataillon le 20 août 1805, au 62e régiment d’infanterie de ligne.
Le 10 novembre 1805, il devient aide de camp du prince Joseph Bonaparte, et il fait les campagnes des ans XIV à 1807 en Italie et à Naples. Il est blessé d’un coup de feu à la tête lors du passage de l’Adige. Le 30 mai 1806, le roi Joseph le nomme major du régiment de voltigeurs de la Garde royale napolitaine, et il le fait colonel de ce régiment le 20 avril 1807. Le 18 mai 1808, il est nommé chevalier de l’Ordre des Deux-Siciles, et commandeur le lendemain.
Le 6 juin 1808, il suit Joseph lorsque celui-ci devient roi d’Espagne, et il est nommé le 8 juin 1808, au commandement du régiment des voltigeurs de la garde royale d’Espagne. Il est promu général de brigade le 20 août 1809, au service de l’Espagne, et le 30 août il prend les fonctions de gouverneur des palais royaux. Il est fait chevalier de l’ordre royal d'Espagne le 25 octobre 1809, et commandeur de l’ordre le 22 décembre 1809.
De retour en France en 1814, il est réadmis au service français avec le grade de général de brigade le 3 mai 1815, et il est fait officier de la Légion d’honneur le 9 juin 1815. Il obtient sa retraite le 31 octobre 1815.
Il meurt le 26 mai 1845, à Carignan.

## Sources
- (en) « Generals Who Served in the French Army during the Period 1789 - 1814: Eberle to Exelmans »
- Thierry Pouliquen, « Les généraux français et étrangers ayant servis [sic] dans la Grande Armée » (consulté le 2 août 2015)
- « Cote LH/789/16 », base Léonore, ministère français de la Culture
- (pl) « Napoléon.org.pl »
- A. Lievyns, Jean Maurice Verdot, Pierre Bégat, Fastes de la Légion-d'honneur, biographie de tous les décorés accompagnée de l'histoire législative et réglementaire de l'ordre, tome 2, Bureau de l’administration, 1842, 344 p. (lire en ligne), p. 270.
- Arthur Chuquet, Ordres et apostilles de Napoléon (1799-1815), paris, librairie ancienne Honoré Champion, 1911, p. 358